# Pyrgophorus coronatus
Pyrgophorus coronatus is een slakkensoort uit de familie van de Hydrobiidae. De wetenschappelijke naam van de soort is voor het eerst geldig gepubliceerd in 1840 door Pfeiffer.